# Фокин, Владимир Иванович (футболист)
Владимир Иванович Фокин (16 марта 1933, Москва, СССР — 6 июля 2004, Москва, Россия) — советский футболист, вратарь.

## Карьера
Воспитанник юношеской команды «Спартак» (Москва).
За свою карьеру выступал в советских командах «Спартак» Москва, «Спартак» Калинин, команда г. Лисичанска, «Химик» Днепродзержинск, «Металлург» Днепропетровск, «Труд» Смоленск, «Текстильщик»/«Спартак» Смоленск.